# Clarkia affinis
Clarkia affinis är en dunörtsväxtart som beskrevs av H. och M. Lewis. Clarkia affinis ingår i släktet clarkior, och familjen dunörtsväxter. Inga underarter finns listade i Catalogue of Life.